# Geely Galaxy Starship 7

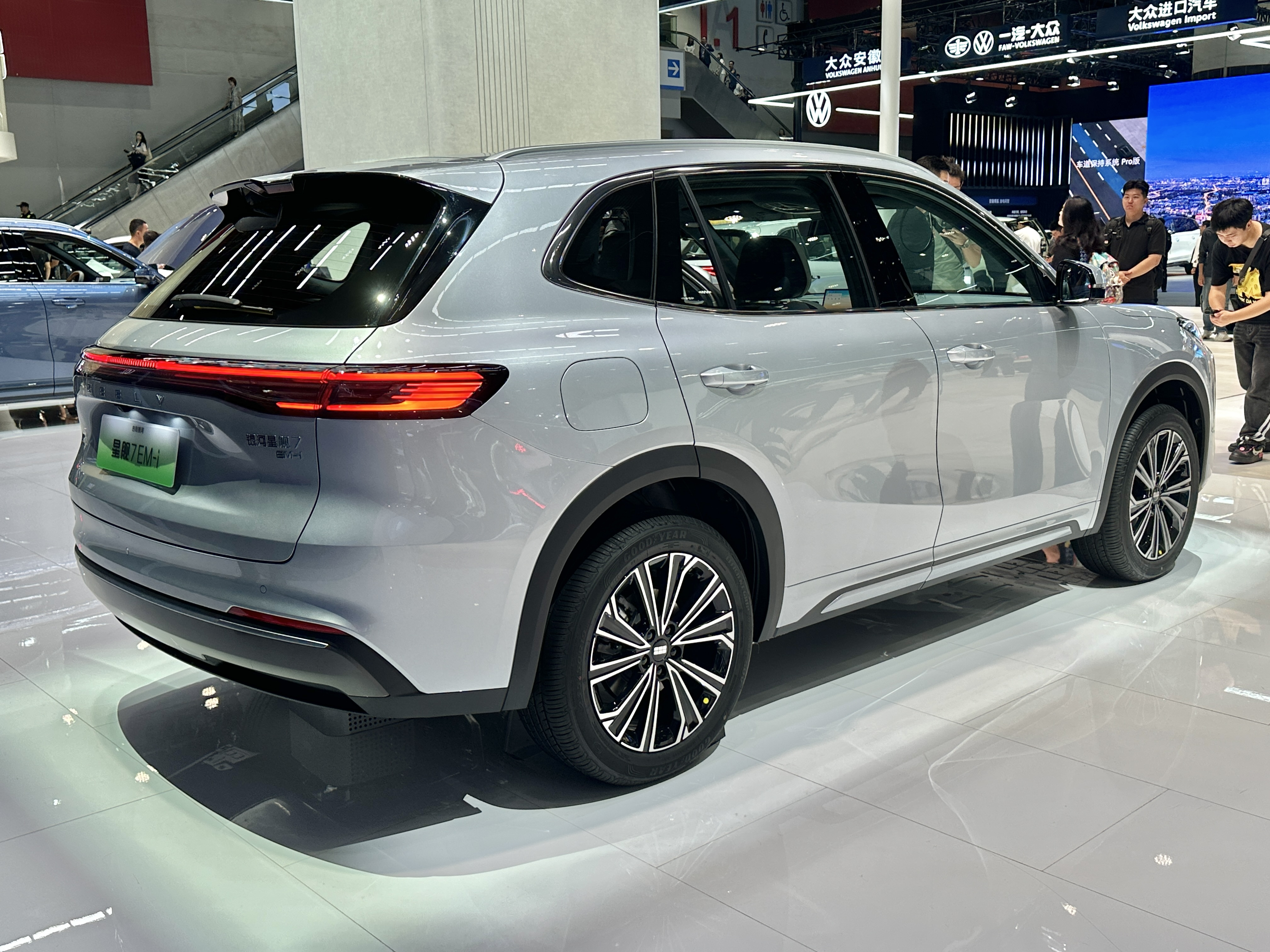
Heckansicht

Der Geely Galaxy Starship 7 ist ein Sport Utility Vehicle des chinesischen Automobilherstellers Geely. Es wird unter der Submarke Galaxy vermarktet. Außerhalb Chinas lautet die Modellbezeichnung Geely Starray EM-i.

## Geschichte
Erste Bilder der Baureihe wurden im September 2024 vom chinesischen Ministerium für Industrie und Informationstechnik im Rahmen des Homologationsprozesses veröffentlicht. Die offizielle Vorstellung des 4,74 Meter langen Fahrzeugs erfolgte am 4. November 2024. Am 6. Dezember 2024 kam es auf dem chinesischen Heimatmarkt in den Handel.

## Technische Daten
Angetrieben wird das SUV ausschließlich von dem sogenannten Plug-in-Hybrid-Antrieb NordThor 2.0. Dabei handelt es sich um eine Weiterentwicklung des Antriebsstrangs verschiedener Hybrid-Modelle von Lynk & Co. Im Galaxy Starship 7 wird ein 1,5-Liter-Saugmotor und ein Elektromotor eingesetzt, wobei ausschließlich der Elektromotor die Kraft an die Vorderräder überträgt. Der Verbrennungsmotor dient als Generator für den Akkumulator und den Elektromotor. Es stehen zwei Lithium-Eisenphosphat-Akkumulatoren (8,5 oder 19,1 kWh) zur Wahl. Die elektrische Reichweite wird mit bis zu 120 km nach dem CLTC-Fahrzyklus angegeben. Der Luftwiderstandsbeiwert (cw) des Wagens beträgt 0,288. Auf 100 km/h soll der Galaxy Starship 7 in 7,5 Sekunden beschleunigen, die Höchstgeschwindigkeit wird mit 180 km/h angegeben.
|                                             | EM-i 55 km                  | EM-i 120 km                 |
| Bauzeitraum                                 | seit 12/2024                | seit 12/2024                |
| Motorkenndaten                              |                             |                             |
| Motortyp                                    | R4-Ottomotor + Elektromotor | R4-Ottomotor + Elektromotor |
| Motoraufladung                              | —                           | —                           |
| Hubraum                                     | 1499 cm³                    | 1499 cm³                    |
| max. Leistung Verbrennungsmotor bei min−1   | 82 kW (112 PS) bei 6000/min | 82 kW (112 PS) bei 6000/min |
| max. Leistung Elektromotor                  | 160 kW (218 PS)             | 160 kW (218 PS)             |
| max. Drehmoment Verbrennungsmotor bei min−1 | 136 Nm bei 4000–5000/min    | 136 Nm bei 4000–5000/min    |
| max. Drehmoment Elektromotor                | 262 Nm                      | 262 Nm                      |
| Kraftübertragung                            |                             |                             |
| Antrieb, serienmäßig                        | Vorderradantrieb            | Vorderradantrieb            |
| Getriebe, serienmäßig                       | Dediziertes Hybridgetriebe  | Dediziertes Hybridgetriebe  |
| Messwerte                                   |                             |                             |
| Leergewicht                                 | 1610 kg                     | 1724 kg                     |
| Höchstgeschwindigkeit                       | 180 km/h                    | 180 km/h                    |
| Beschleunigung, 0–100 km/h                  | 7,5 s                       | 7,5 s                       |
| Kraftstoffverbrauch auf 100 km (kombiniert) | 2,1 l Super                 | 1,0 l Super                 |
| Tankinhalt                                  | 51 l                        | 51 l                        |
| Lithium-Eisenphosphat-Akkumulator           | 8,5 kWh                     | 19,1 kWh                    |
| Elektrische Reichweite nach CLTC            | 55 km                       | 120 km                      |
| Abgasnorm                                   | China VIb                   | China VIb                   |